# Apostolische Präfektur Iduhsien
Die in der kreisfreien Stadt Qingzhou, dem ehemaligen Kreis Yidu (益都縣), Provinz Shandong, China, gelegene Apostolische Präfektur Iduhsien wurde am 16. Juni 1931 begründet. Mit einer Größe von lediglich 1.800 km² zählte sie 1948 12.620 Katholiken (0,5 % der Bevölkerung) in 21 Pfarreien mit 14 Diözesanpriestern, 13 Ordenspriestern und 14 Ordensschwestern.